# Коцюбинський Роман Михайлович
Коцюбинський Роман Михайлович (21 серпня (3 вересня) 1901, Чернігів — 27 вересня 1937, Одеса, за іншими даними — Вінницька область) — український  культурно-освітній діяч, син Михайла, брат Юрія та Ірини Коцюбинських.

## Життєпис

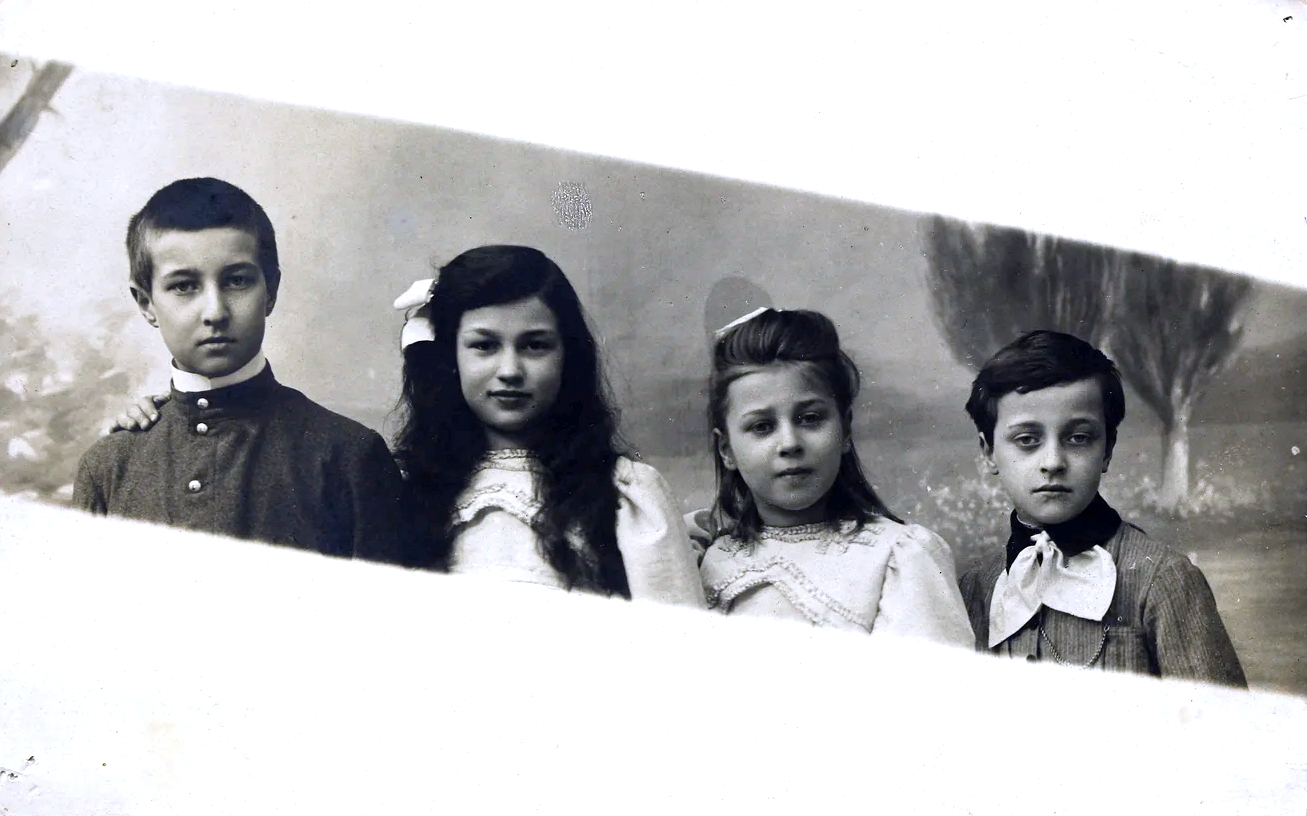
Діти Михайла Коцюбинського. Зліва направо: Юрій, Оксана, Ірина, Роман. 1909 р.

Ірина Коцюбинська згадує, як через рік після народження Романа його було охрещено. «Ромця», як його називало в родині був найменшим, найулюбленішим сином, онуком і братиком. Спав він у кімнаті разом з бабусею Гликерією, яка пестила його, як могла. І він завжди був готовий допомогти старенькій сліпій жінці. А ще він дуже полюбляв, коли тітка Ліда садовила його собі на коліна, і вони слухали казки та пригоди, що їх розповідав батько.
Під час навчання у Чернігівській чоловічій гімназізії брав участь у діяльності нелегального студентського гуртка, вступив до більшовицької партії. Після встановлення радянської влади служив у Червоному козацтві, перебував на освітній і комсомольській роботах на Чернігівщині.
Навчався у Московському комуністичному інституті. Від 1924 — на культутно-освітній і журналістській роботах в Одесі (зокрема у газеті «Чорноморська комуна»).
Опис Романа очима його племінника Флоріана:
|  | «Тендітний, худорлявий, жвавий і рухливий. Обличчя видовжене, високі скроні, над якими кучерявиться русяве волосся. Привітно дивляться на тебе світлі, великі, опуклі сіро-блакитні очі. Довгий, тонкий ніс». |

З 1928 — аспірант і завідувач наукової бібліотеки Всеукраїнської асоціації марксистсько-ленінінських інститутів (Харків). 1934 — директор Вінницького літературно-меморіального музею М. Коцюбинського, при якому організував Будинок літератора. Від 1935 — директор Молочанської школи фабрично-заводського навчання (нині Токмацький район Запорізької області).
12 грудня 1936 заарештований. З протоколу першого допиту 22 грудня 1936 року (мовою оригіналу):
|  | «Вопрос: Следствием установлено, что вы, до вашего ареста, являлись… участником националистическо-троцкистской организации, подготовлявшей террористические покушения против руководителей партии и советского правительства на Украине. Вы признаёте себя виновным в этом? Ответ: Нет, я не признаю себя виновным в этом. Вопрос: Известно, что ряд ваших близких родственников являются активными участниками контрреволюционного заговора, подготовлявшими убийство тов. Сталина…Что вам известно по этому вопросу? Ответ: Мне известно из прессы, что мой брат Юрий Коцюбинский является одним из руководителей националистическо-троцкистской организации. Никаких иных данных, кроме указанных о нём, а равно и других родственниках, я не имею». |

26 вересня 1937 за звинуваченням у контрреволюційній націоналістичній діяльності засуджений до розстрілу. 27 вересня 1937 року вирок втілено у життя в Одесі. Де похований Роман Коцюбинський також не відомо. Символічна могила знаходиться у Чернігові на старому цвинтарі поруч з бабусею Гликерою та тіткою Лідією.
25 січня 1956 року справу Романа Коцюбинського було переглянуто Військовою Колегією Верховного Суду СРСР і вирок від 26 вересня 1937 року (мовою оригіналу) «по вновь открывшимся обстоятельствам отменён и дело за отсутствием преступления прекращено».

## Родина

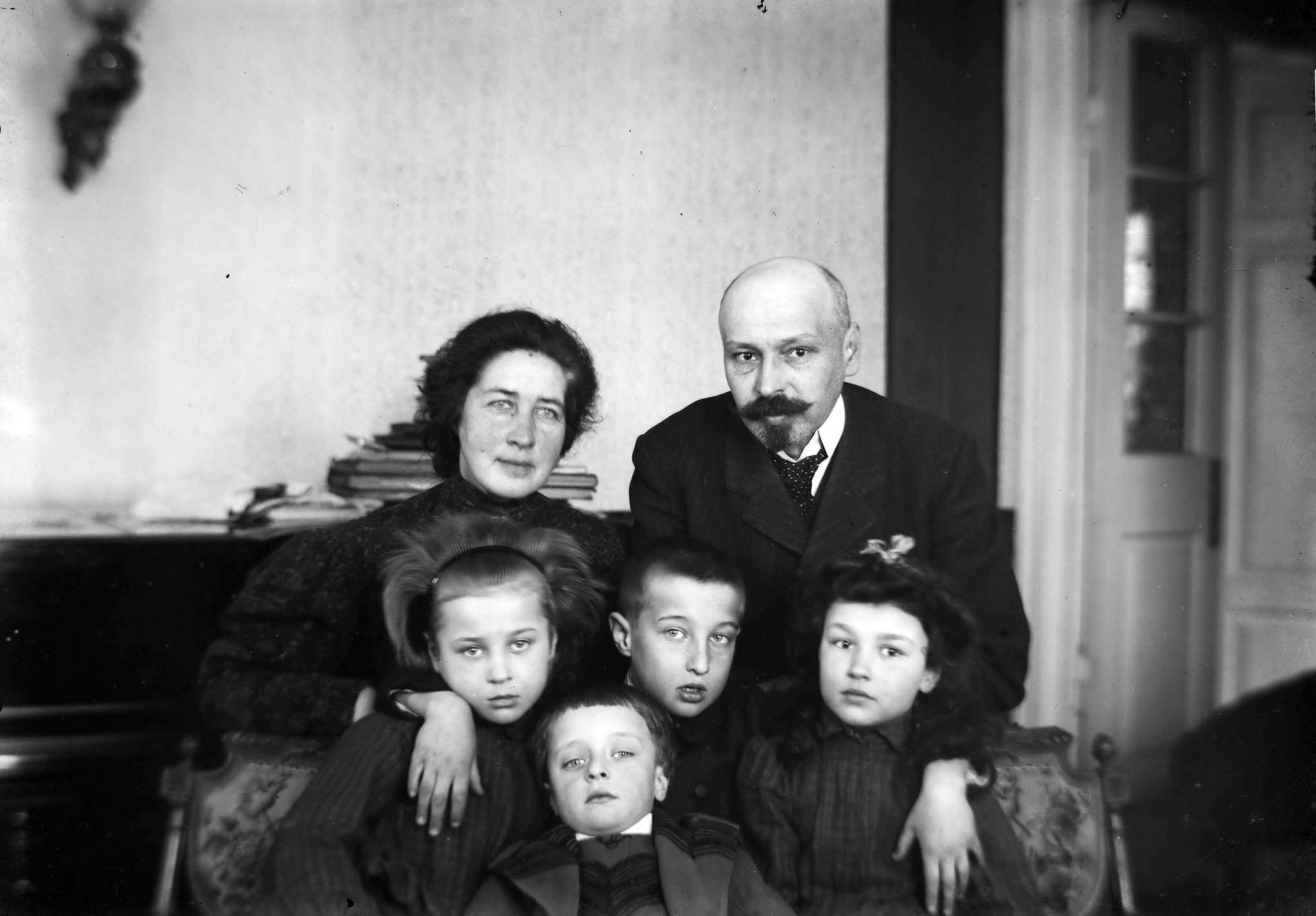
Михайло Коцюбинський з дружиною та дітьми. З ліва на право: Ірина, Віра, Роман, Юрій, Михайло, Оксана

- Перша дружина — Ніна Андрєєва;
- Друга дружина — Олена Писаревська, з якою був син Юлій та пасинок Ерік.